# Dürener Kreisbahn
Die Dürener Kreisbahn GmbH (DKB) ist ein in Düren ansässiges Verkehrsunternehmen. Es betrieb Ende 2019, als die Leistungen an den Ausschreibungsgewinner Rurtalbus abgegeben wurden, 31 konventionelle Buslinien, deren Liniennetz ungefähr 710 Kilometer umfasste, vier Nachtbus-, vier Anrufbus- und eine Discobuslinie sowie ein Anrufsammeltaxi-Angebot. Dafür standen insgesamt 77 Fahrzeuge zur Verfügung. 2004 beförderte die DKB damit insgesamt rund 10,77 Mio. Fahrgäste.
Die Dürener Kreisbahn GmbH ist vollständig im Eigentum der Beteiligungsgesellschaft Kreis Düren mbH.

## Geschichte

### Netzentwicklung
Das Unternehmen wurde 1908 gegründet. Am 6. Oktober dieses Jahres nahm die Kreisbahn auf ihren ersten Straßenbahn- und Eisenbahnstrecken den Betrieb auf. Eingerichtet wurden in schneller Folge Straßenbahnlinien zum Dürener Bahnhof, nach Kreuzau, Gürzenich, Lendersdorf und Distelrath. Gemeinsamer Ausgangspunkt war der Marktplatz in Düren. Dazu kamen Eisenbahnlinien (damals entsprechend der Gesetzeslage als Kleinbahn bezeichnet) von Distelrath über Merzenich und Nörvenich nach Zülpich Stadt, sowie eine dem Güterverkehr vorbehaltene Strecke nördlich um die Stadt von Distelrath nach Schneidhausen (Güterring). Die Eisenbahnstrecke nach Zülpich wurde 1911 bis Embken verlängert, wobei ein Anschlussgleis zur Braunkohlenbrikettfabrik Astraea gelegt wurde. Charakteristisch für diese erste Schienenepoche der DKB war, dass von Anfang an ein Mischbetrieb zwischen Straßenbahnen und Klein- bzw. Eisenbahnen eingerichtet wurde. 1939 wurde der Betrieb der ersten Omnibuslinien aufgenommen.
Zwischen den Kriegen elektrifizierte die DKB weitere Abschnitte ihrer Eisenbahnstrecke in Richtung Nörvenich, das vom Fahrdraht 1928 erreicht wurde. Auf den nicht elektrifizierten Strecken setzte sie erste Dieseltriebwagen als Ersatz für die teure Dampftraktion ein.
Die Streckeneröffnungen im Einzelnen:
| Datum             | Strecke                                         |
| ----------------- | ----------------------------------------------- |
| 6. Oktober 1908   | Düren Bahnhof – Düren Markt – Niederau          |
| 6. Oktober 1908   | Distelrath – Düren Markt – Rölsdorf – Gürzenich |
| 6. Oktober 1908   | Rölsdorf Dreieck – Lendersdorf                  |
| 6. Oktober 1908   | Distelrath – Zülpich (Güterverkehr)             |
| 23. Dezember 1908 | Niederau – Friedenau                            |
| 15. März 1909     | Friedenau – Kreuzau                             |
| 1. Mai 1909       | Distelrath – Zülpich (Personenverkehr)          |
| 3. Juni 1911      | Zülpich – Embken                                |
| 20. Juli 1912     | Ringbahn Distelrath – Rölsdorf (Güterverkehr)   |
| 20. Juli 1912     | Lendersdorf – Walzwerk Schneidhausen            |

### Einstellung des Schienenverkehrs
Im Zweiten Weltkrieg wurde Düren schwer zerstört. Die Strecken der DKB wurden dabei so stark beschädigt, dass einige Abschnitte nicht mehr in Betrieb genommen wurden. So endete der Straßenbahnverkehr nach Kreuzau und zum Bahnhof. Die Haltestelle Markt wurde auf den Kaiserplatz verlegt. Bis 1958 wurden im innerstädtischen Straßenbahnnetz außer der Verbindung Düren Kaiserplatz – Distelrath alle Strecken stillgelegt. 1958 wurden die folgenden Linien befahren (alle Linien außer 7 und 8 mit Omnibussen):
| Linie | Verlauf |
| 1     | Düren Bahnhof – Wirteltorplatz – Kaiserplatz – Oberstraße / Rütger-von-Scheven-Straße – Krauthausen – Niederau – Kreuzau – Winden                                  |
| 2     | Düren Nord – Bahnhof – Wirteltorplatz – Kaiserplatz – Rölsdorf – Lendersdorf – Krauthausen / – Berzbuir                                                            |
| 3     | Düren Nord – Bahnhof – Wirteltorplatz – Kaiserplatz – Goethestraße / Rurstraße – Rölsdorf – Gürzenich – Hubertushof – Lager                                        |
| 4     | Düren Bahnhof – Wirteltorplatz – Kaiserplatz – Oberstraße – Zülpicher Platz                                                                                        |
| 5     | Düren Bahnhof – Wirteltorplatz – Krankenhaus – Grüngürtel – Schoellerstraße – Wirteltorplatz – Bahnhof                                                             |
| 6     | Düren Bahnhof – Wirteltorplatz – Kaiserplatz – Ebertplatz – Binsfelder Straße – Zülpicher Platz                                                                    |
| 7     | Düren Kaiserplatz – Neuer Friedhof – Distelrath – Merzenich |
| 8     | Düren Kaiserplatz – Neuer Friedhof – Distelrath – Merzenich – Girbelsrath – Nörvenich – Müddersheim – Sievernich – Bessenich – Zülpich Kreisbahn – Zülpich Stadt * |
| 9     | Düren Kaiserplatz – Wirteltorplatz – Bahnhof – Birkesdorf – Arnoldsweiler – Morschenich – Buir / – Merzenich **                                                    |
| 11    | Düren Bahnhof – Wirteltorplatz – Kaiserplatz – Oberstraße / Rütger-von-Scheven-Straße – Krauthausen – Niederau – Kreuzau – Drove – Thum – Berg                     |
| 12    | Nörvenich – Rath – Wissersheim – Pingsheim – Herrig – Lechenich |
| 13    | Düren Nord – Bahnhof – Wirteltorplatz – Kaiserplatz – Rölsdorf – Gürzenich – Hubertushof – Schevenhütte                                                            |
| 15    | Nörvenich Bahnhof – Fliegerhorst |
| 17    | Gladbach – Vettweiß – Froitzheim – Füssenich – Geich |
| 18    | Zülpich Bahnhof – Markt – Geich – Füssenich – Juntersdorf – Embken ***                                                                                             |
| 21    | Düren Bahnhof – Wirteltorplatz – Kaiserplatz – Oberstraße / Rütger-von-Scheven-Straße – Krauthausen – Niederau – Kreuzau – Winden – Rath – Nideggen                |

* = elektrischer Betrieb bis Sievernich
** = von Düren Bahnhof bis Birkesdorf keine Unterwegsbedienung
*** = Gemeinschaftsverkehr Dürener Kreisbahn – Deutsche Bundespost
Schon 1957 musste der Eisenbahnabschnitt Zülpich Stadt – Embken dem Braunkohlentagebau Zülpich weichen. Im Kontrast dazu begann die DKB, die Strecke von Nörvenich in Richtung Zülpich-Stadt mit Oberleitung zu versehen. 1960 wurde aber trotz dieser Baumaßnahmen der Abschnitt Nörvenich – Zülpich-Stadt stillgelegt. Die DKB betrieb danach nur mehr die Strecke Düren Kaiserplatz – Nörvenich und den Güterring. Der Verkehr nach Nörvenich wurde schließlich am 30. April 1963 eingestellt, damit endete der schienengebundene Personenverkehr der DKB. Die DKB betrieb danach noch einige Jahre den Güterverkehr nach Nörvenich und auf dem Güterring, dieser wurde allerdings ebenfalls schrittweise stillgelegt, 1968 nach Nörvenich und 1970 der Güterring. Die Strecke zum Übergabebahnhof und zum Bahnhof Düren wurde noch bis zum 31. Januar 1971 mit eigener Lokomotive bedient. Die Bedienung der in ein Industriestammgleis umgewandelten Strecke wurde ab dem 1. Februar 1971 durch die Deutsche Bundesbahn übernommen. Damit endete der Schienenverkehr, die DKB war seitdem bis zur Übernahme der Jülicher Kreisbahn ein reiner Busbetrieb.

### Weitere Entwicklung des Busverkehrs
Die Dürener Kreisbahn bildete von 1972 bis 1978 gemeinsam mit der Kraftpost Düren die Dürener Verkehrsgemeinschaft (DVG). Vom 1. Januar 1979 bis zum 31. Dezember 2019 gehörte sie tariflich zum Aachener Verkehrsverbund (AVV).

### Neuaufnahme des Schienenverkehrs

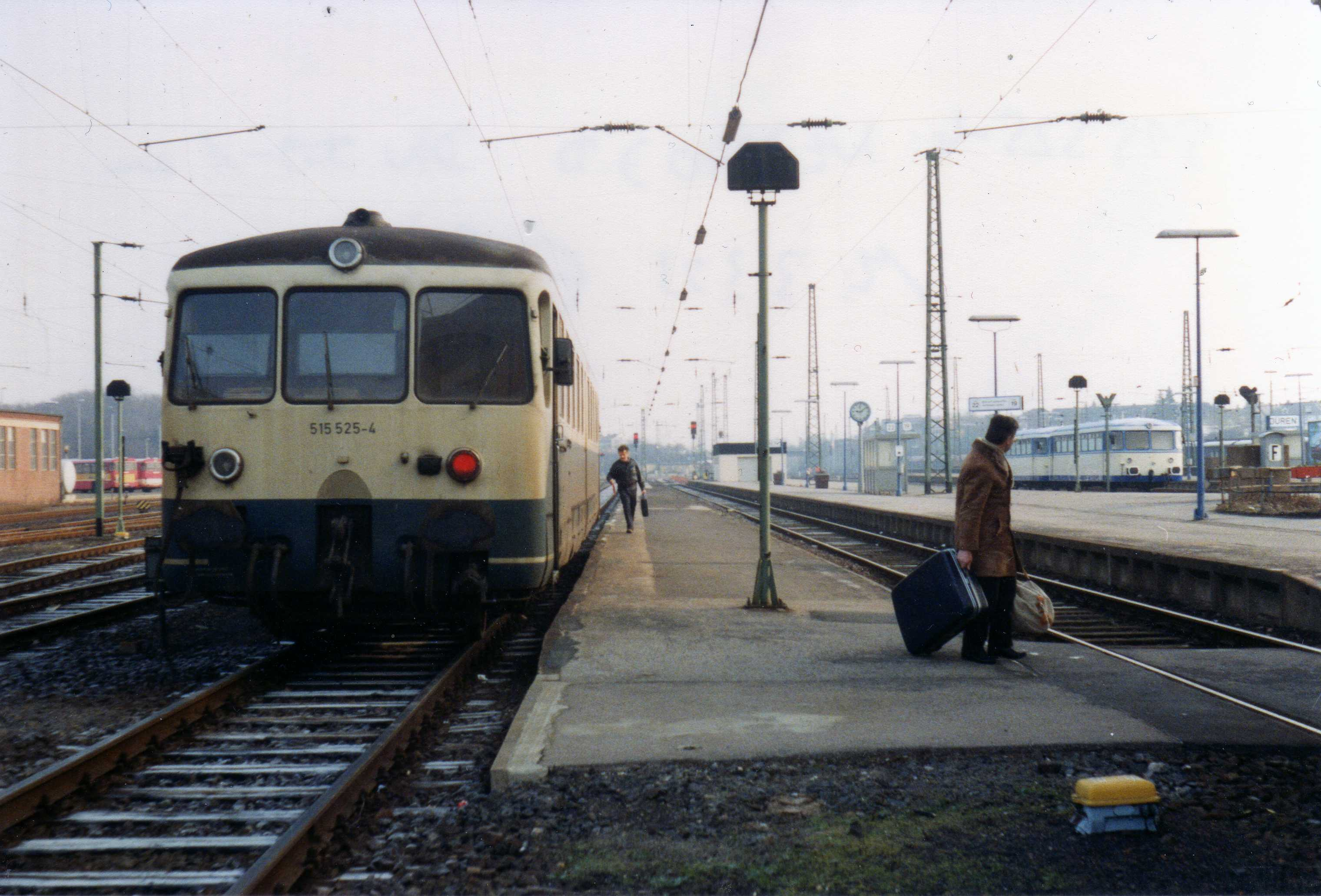
Düren, 3. März 1993: Der letzte DB-Zug vor der 3-stündigen Vormittags-Pause ist aus Jülich angekommen, rechts stehen generalüberholte Schienenbusse für die DKB bereit

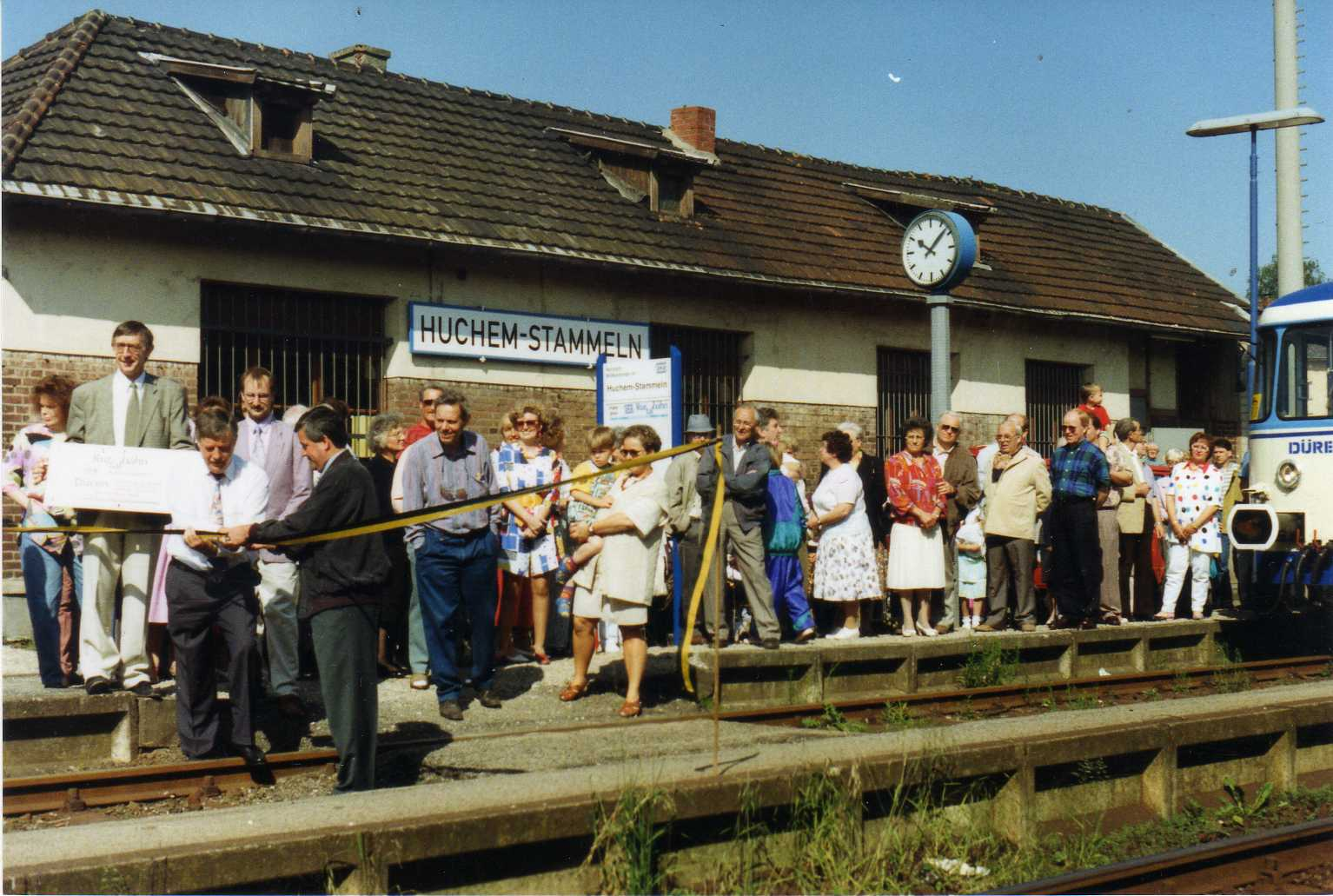
DKB-Eröffnungszug am 23. Mai 1993 bei der Feier in Huchem-Stammeln. Im Hintergrund das frühere, von der Bevölkerung wegen seiner Gitterstäbe auch „Affenkäfig“ genannte Empfangsgebäude der DB.

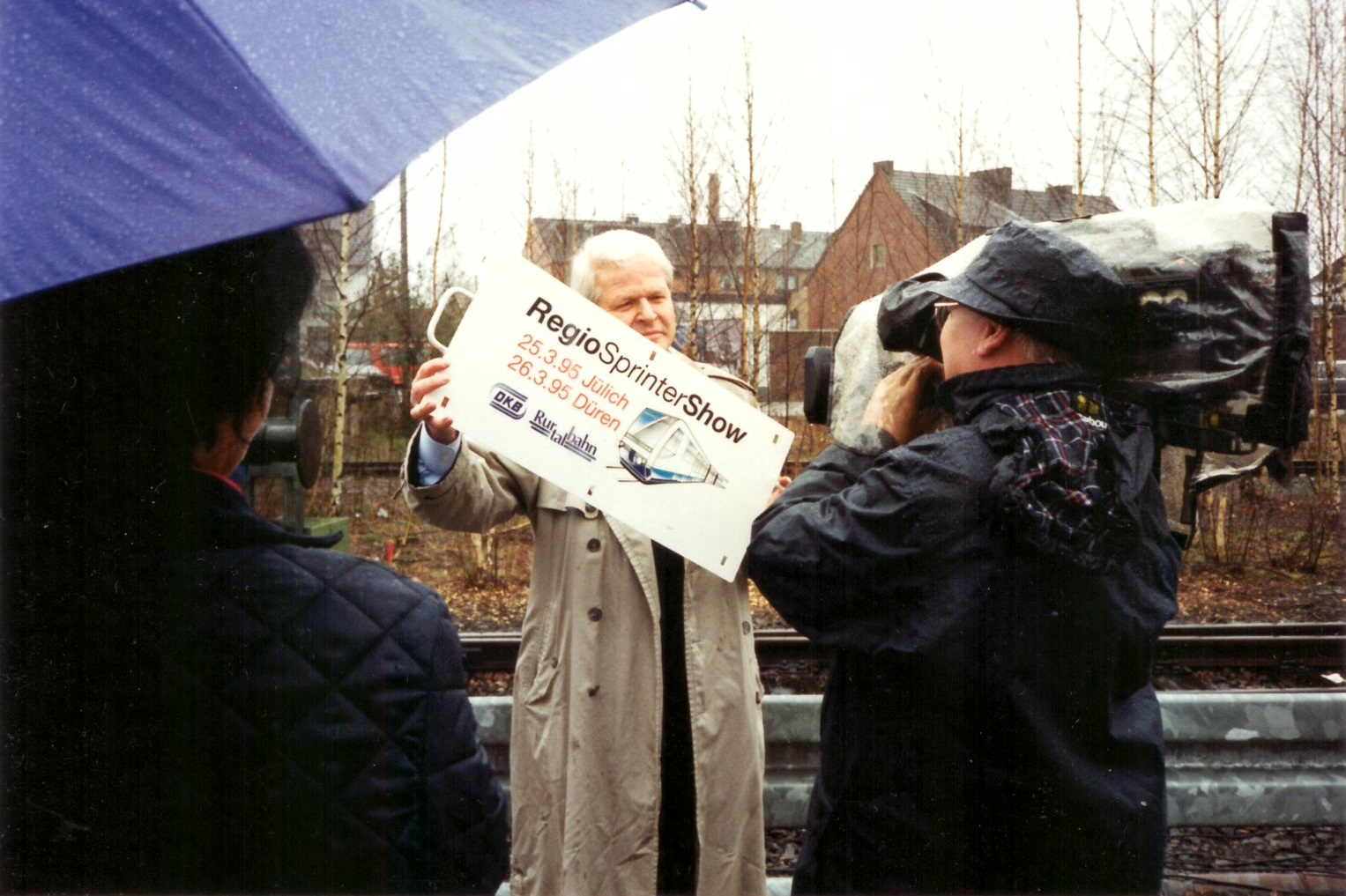
MdL und Landrat Adi Retz 1995 bei der Vorstellung der RegioSprinter

Am 1. Januar 1984 übernahm die DKB zunächst den Betrieb der Jülicher Kreisbahn, nachdem die beiden Landkreise bereits 1972 zusammengelegt worden waren. Damit betrieb die DKB wieder Eisenbahnverkehr, wenn auch nur den spärlichen Güterverkehr auf der Strecke der Jülicher Kreisbahn Jülich Nord – Puffendorf, der in der Regel darin bestand, ein oder zweimal pro Tag Wagen vom DB-Übergabebahnhof Kirchberg zu den Kunden entlang der Strecke und wieder zurückzubringen.
Seit Beginn der 1980er Jahre beabsichtigte die Deutsche Bundesbahn (DB), sich von den Nebenstrecken rund um Düren zu trennen. Jedoch sah der Kreis Düren besonders auf den beiden Strecken entlang der Rur ein ungenutztes Potenzial für den Schienenpersonenverkehr. Nach jahrelangen Verhandlungen wurde daher am 12. September 1992 in einem Sonderzug ein Vertrag zwischen DKB und DB zur Übernahme dieser beiden Strecken geschlossen. Ab Februar 1993 erhielt die DKB von der DB eine Anzahl gebrauchter und sanierter Schienenbusse, und es begannen Probe- und Schulungsfahrten in DKB-Farben auf den Strecken, auf denen weiterhin die DB den öffentlichen Verkehr nach ihrem bisherigen Fahrplan betrieb.
Am 23. Mai 1993 schließlich ging mit einem großen Festprogramm der Betrieb auf den Bahnstrecken Düren – Jülich und Düren – Heimbach von der DB auf die DKB über. Die DKB fuhr im Gegensatz zu dem unregelmäßigen Fahrplan der DB werktags von Anfang an im Stundentakt und befuhr an Wochenenden auch wieder die Jülicher Strecke, wo unter DB-Regie an Wochenenden seit mehr als zwanzig Jahren kein Verkehr mehr stattfand. Als Fahrzeuge dienten übergangsweise die gebrauchten Schienenbusse, doch schon am 24. September 1993 bestellte die DKB bei Siemens-Duewag neuartige und im Branchenvergleich äußerst kostengünstige Leichttriebwagen des Typs RegioSprinter. Diese befanden sich zum Zeitpunkt der Bestellung noch im Entwurfsstadium, doch wurde nach einer in diesem Bereich ungewöhnlich kurzen Zeitspanne von 18 Monaten das erste Fahrzeug fertiggestellt und am 25./26. März 1995 in Jülich bzw. Düren der Öffentlichkeit und den Medien präsentiert. Hergestellt wurden die Fahrzeuge im nordrhein-westfälischen Krefeld.
Auf ihren beiden Strecken baute die DKB unter dem Markennamen Rurtalbahn ein Nahverkehrsangebot auf, das mit den lokalen Buslinien und einem neuen Rufbus- bzw. Anruf-Sammeltaxi-Angebot koordiniert wurde. Am 7. Juni 2002 wurde die Jülicher Strecke bis nach Linnich verlängert. Auf beiden Strecken hatte die DKB auch wesentliche Anteile des Güterverkehrs übernommen.
Der Einstieg in den Güterverkehr außerhalb des eigenen Schienennetzes erfolgte im Jahr 2000.
Am 26. Juni 2001 wurde das Tochterunternehmen Düren Trans GmbH gemeinsam mit der Firma Taeter Aachen gegründet. Dieses übernahm teilweise Verkehrsleistungen des Busbetriebs von der DKB. Im April 2008 wurde aus der Düren Trans GmbH die Rurtalbus GmbH. Eigentümer der Gesellschaft waren neben der DKB (23,8 %) die Veolia Verkehr Rheinland GmbH (25,2 %) und seit Oktober 2007 die R.A.T.H. GmbH (51,0 %), die zuvor bereits Mehrheitsgesellschafter der Rurtalbahn GmbH war.

### Ausgliederung des Schienenverkehrs

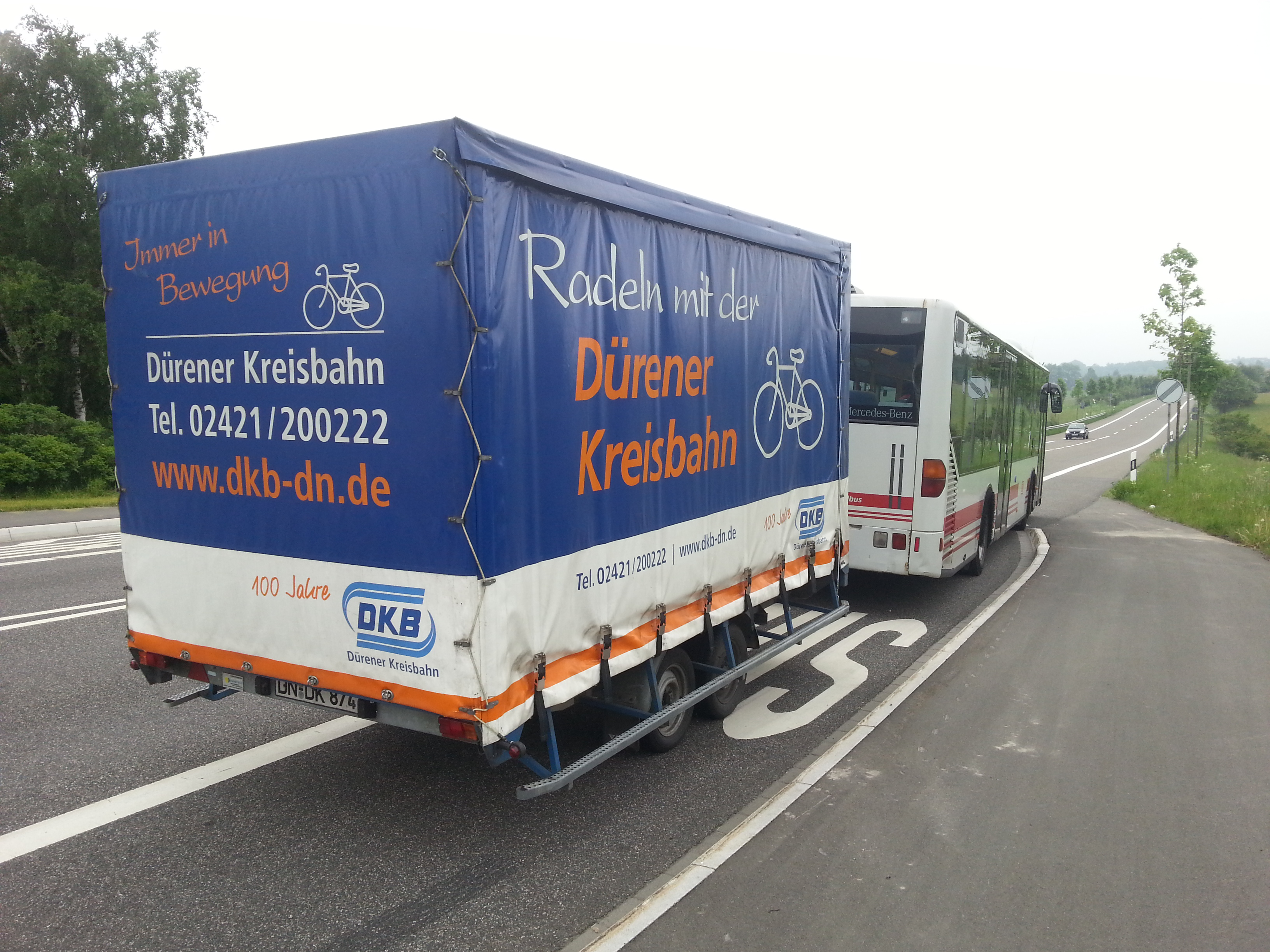
Fahrradanhänger an einem Bus des RVE auf Linie SB 63 an der Haltestelle Vogelsang I P Walberhof (2013)

Der Betrieb des Schienenverkehrs wurde zum 1. Januar 2003 als eigenständige Rurtalbahn GmbH ausgegliedert, an der die DKB einen Anteil von 25,1 % hielt. Die restlichen 74,9 % übernahm die private R.A.T.H. GmbH. Danach war die DKB zum zweiten Mal in ihrer Geschichte wieder ein reiner Omnibusbetrieb, allerdings hielt sie weiter das Eigentum an den von der Rurtalbahn GmbH betriebenen Bahnstrecken.

### Neuordnung der Gesellschaft
Am 20. Februar 2008 wurde die DKB-Verkehr GmbH als 100%ige Tochter der Dürener Kreisbahn GmbH gegründet. Diese übernahm ab dem 1. Januar 2009 das operative Busgeschäft (Straßenpersonenverkehr) und die entsprechenden Konzessionen nach Personenbeförderungsgesetz von der DKB. Die DKB-Verkehr GmbH wurde am 7. Januar 2009 in DKB GmbH, am 24. November 2009 schließlich in Dürener Kreisbahn GmbH (DKB) umbenannt.
Zuvor wurden am 1. Januar 2009 die bisherige Beteiligungsgesellschaft Kreis Düren mbH und die DKB Vermögensverwaltung GmbH in die bisherige Dürener Kreisbahn GmbH integriert, die als neue Holdinggesellschaft fungieren sollte. Am 13. August 2009 erfolgte deren Umbenennung in Beteiligungsgesellschaft Kreis Düren mbH. Diese Gesellschaft, die sich vollständig im Eigentum des Kreises Düren befindet, ist weiterhin Eigentümer der Infrastruktur der alten DKB und damit der von der Rurtalbahn GmbH betriebenen Bahnstrecken. Des Weiteren hält sie Beteiligungen an den Tochterunternehmen Dürener Kreisbahn GmbH (100 %), Rurtalbahn GmbH (25,1 %) und weiteren Gesellschaften. Bis zu deren Löschung am 8. Oktober 2016 hielt die DKB 23,8 % an der Rurtalbus GmbH (vormals Düren Trans GmbH).
Am 16. August 2013 übertrugen die Aufsichtsräte der Beteiligungsgesellschaft Kreis Düren mbH (BTG) sowie der Dürener Kreisbahn GmbH die operative Betriebsführung der Dürener Kreisbahn GmbH rückwirkend zum 1. August 2013 der R.A.T.H. GmbH. Hauptmotivation für diesen Beschluss waren die aufgrund der geringeren Dividende aus RWE-Aktien gesunkenen Einnahmen der BTG. Damit wurde ebenfalls rückwirkend zum 1. August 2013 der Geschäftsführer der Rurtalbahn GmbH, Hans-Peter Nießen, zum weiteren Geschäftsführer der DKB bestellt. Bernd Böhnke blieb weiterhin Geschäftsführer der DKB. Als weitere Sparmaßnahme wurde vom Aufsichtsrat der Rurtalbus GmbH die Einstellung des Betriebes beschlossen und die Aufgaben sowie das Personal der Gesellschaft an die DKB übertragen.
Am 7. September 2017 wurde in der Presse veröffentlicht, dass der Busverkehr zukünftig auf Elektroantrieb und Brennstoffzellentechnik umgestellt werden soll.
Im September 2019 wurde bekannt gegeben, dass der Busverkehr ab dem 1. Januar 2020 durch das am 18. September 2019 neugegründete Unternehmen Rurtalbus betrieben wird. Dieses Tochterunternehmen hat am 1. Januar 2020 den Busverkehr von der DKB übernommen und ersetzt diese auch als Partner im Aachener Verkehrsverbund (AVV).

## Strecken

### Düren Bahnhof – Markt – Kreuzau
| Kursbuchstrecke: | 247g (Düren Bahnhof – Düren Markt 1946) |                                    |                                    |
| Spurweite: | 1435 mm (Normalspur)                    |                                    |                                    |
| Stromsystem: | 600 V =                                 |                                    |                                    |
| Zweigleisigkeit: | Düren Bahnhof – Markt                   |                                    |                                    |
| |                                         |                                    |                                    |
| \| \| \| Dürener Eisenbahn von Inden \| \| \| \| 0,0 \| Düren Bahnhof \| Düren Bahnhof \| \| \| \| Strecke nach Aachen und Rurtalbahn \| \| \| \| \| \| \| \| \| \| Hortplatz \| \| \| \| \| Wirteltorplatz \| \| \| \| \| Markt Strecke von/nach Distelrath \| \| \| \| \| Strecke nach Rölsdorf Dreieck \| \| \| \| \| Ausweiche \| \| \| \| \| Bonner Straße \| \| \| \| \| Friedrichplatz Ausweiche \| \| \| \| \| Jesuitenhof Ausweiche \| \| \| \| \| Mühlenweg \| \| \| \| \| Weyerhof \| \| \| \| \| Schoellershammer \| \| \| \| \| Bahnhof Lendersdorf \| \| \| \| \| Krauthausen Ausweiche \| \| \| \| \| Wirtschaft Daniels \| \| \| \| \| Niederau Kirche Abstellgleis \| \| \| \| \| Niederau Ende \| \| \| \| \| Ausweiche \| \| \| \| \| Friedenau-Schneidhausen \| \| \| \| \| Rurtalbahn nach Heimbach \| \| \| \| 8,8 \| Kreuzau \| Kreuzau \| \| \| \| \| \| \| Quellen: Dürener Kreisbahn[20] \| \| \| \| |                                         |                                    |                                    |
| Kopfbahnhof Streckenende (Strecke außer Betrieb) |                                         | Dürener Eisenbahn von Inden        | Dürener Eisenbahn von Inden        |
| U-Bahn-Strecke von links (außer Betrieb) · U-Bahn-Kopfbahnhof Streckenende und quer (Strecke außer Betrieb) | 0,0                                     | Düren Bahnhof                      | Düren Bahnhof                      |
| U-Bahn-Kreuzung mit Eisenbahn geradeaus unten (Strecke geradeaus außer Betrieb) |                                         | Strecke nach Aachen und Rurtalbahn | Strecke nach Aachen und Rurtalbahn |
| U-Bahn-Überleitstelle / Spurwechsel (Strecke außer Betrieb) |                                         |                                    |                                    |
| U-Bahn-Haltepunkt / Haltestelle (Strecke außer Betrieb) |                                         | Hortplatz                          | Hortplatz                          |
| U-Bahn-Haltepunkt / Haltestelle (Strecke außer Betrieb) |                                         | Wirteltorplatz                     | Wirteltorplatz                     |
| |                                         | Markt Strecke von/nach Distelrath  |                                    |
| U-Bahn-Abzweig geradeaus und nach rechts (Strecke außer Betrieb) |                                         | Strecke nach Rölsdorf Dreieck      | Strecke nach Rölsdorf Dreieck      |
| U-Bahn-Dienststation / Betriebs- oder Güterbahnhof (Strecke außer Betrieb) |                                         | Ausweiche                          | Ausweiche                          |
| U-Bahn-Haltepunkt / Haltestelle (Strecke außer Betrieb) |                                         | Bonner Straße                      | Bonner Straße                      |
| U-Bahn-Bahnhof (Strecke außer Betrieb) |                                         | Friedrichplatz Ausweiche           | Friedrichplatz Ausweiche           |
| U-Bahn-Bahnhof (Strecke außer Betrieb) |                                         | Jesuitenhof Ausweiche              | Jesuitenhof Ausweiche              |
| U-Bahn-Haltepunkt / Haltestelle (Strecke außer Betrieb) |                                         | Mühlenweg                          | Mühlenweg                          |
| U-Bahn-Haltepunkt / Haltestelle (Strecke außer Betrieb) |                                         | Weyerhof                           | Weyerhof                           |
| U-Bahn-Haltepunkt / Haltestelle (Strecke außer Betrieb) |                                         | Schoellershammer                   | Schoellershammer                   |
| U-Bahn-Haltepunkt / Haltestelle (Strecke außer Betrieb) |                                         | Bahnhof Lendersdorf                | Bahnhof Lendersdorf                |
| U-Bahn-Bahnhof (Strecke außer Betrieb) |                                         | Krauthausen Ausweiche              | Krauthausen Ausweiche              |
| U-Bahn-Haltepunkt / Haltestelle (Strecke außer Betrieb) |                                         | Wirtschaft Daniels                 | Wirtschaft Daniels                 |
| U-Bahn-Bahnhof (Strecke außer Betrieb) |                                         | Niederau Kirche Abstellgleis       | Niederau Kirche Abstellgleis       |
| U-Bahn-Haltepunkt / Haltestelle (Strecke außer Betrieb) |                                         | Niederau Ende                      | Niederau Ende                      |
| U-Bahn-Dienststation / Betriebs- oder Güterbahnhof (Strecke außer Betrieb) |                                         | Ausweiche                          | Ausweiche                          |
| U-Bahn-Haltepunkt / Haltestelle (Strecke außer Betrieb) |                                         | Friedenau-Schneidhausen            | Friedenau-Schneidhausen            |
| U-Bahn-Kreuzung mit Eisenbahn geradeaus oben (Strecke geradeaus außer Betrieb) |                                         | Rurtalbahn nach Heimbach           | Rurtalbahn nach Heimbach           |
| U-Bahn-Kopfbahnhof Streckenende (Strecke außer Betrieb) | 8,8                                     | Kreuzau                            | Kreuzau                            |
| |                                         |                                    |                                    |
| Quellen: Dürener Kreisbahn |                                         |                                    |                                    |

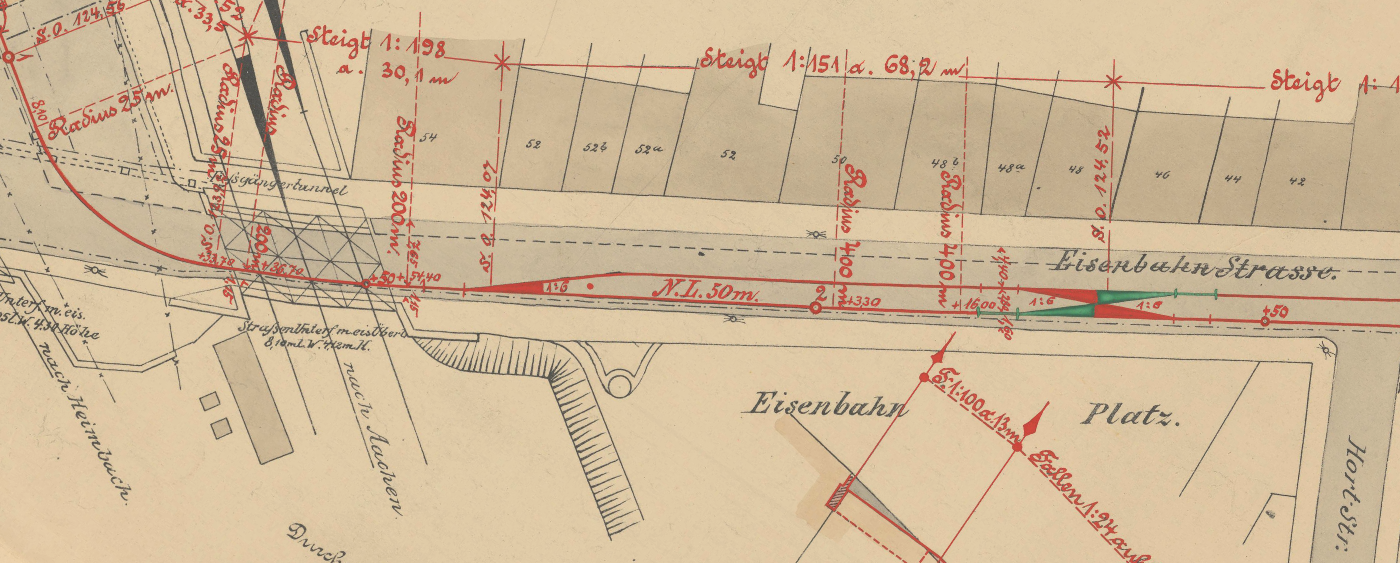
Lageplan des Umsetzgleises am Dürener Bahnhof

Die Straßenbahnstrecke Düren Bahnhof – Markt – Kreuzau führte grob in nord-südlicher Richtung etwa parallel zur Rur. Nördlicher Endpunkt war am Haupteingang des Bahnhofs Düren in der heutigen Straße Hauptbahnhof. Die Strecke führte die Bahnhofsauffahrt hinab und bog dann nach links in die heutige Josef-Schregel-Straße ein. Ab hier war die Strecke zweigleisig, wobei direkt nach der Kurve eine Umsetzmöglichkeit bestand. Am Wirteltorplatz bog die Strecke nach rechts in die Schenkelstraße und kurz darauf in die heutige Zehnthofstraße ein. Ab dem damals recht schmalen Durchlass zwischen Kaiserplatz und Marktplatz war die Strecke wieder eingleisig.

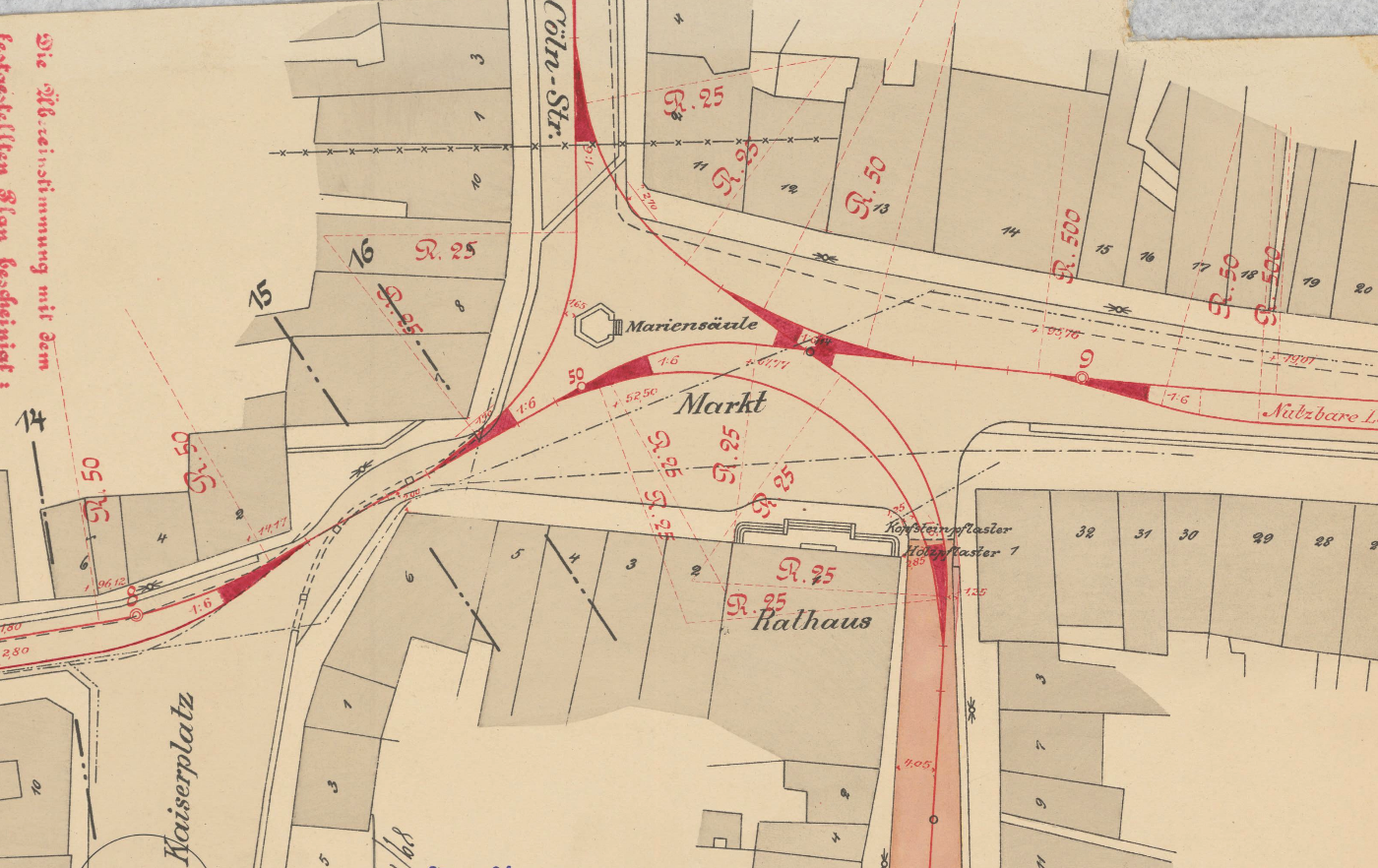
Gleisanordnung der Straßenbahn auf dem Marktplatz Düren, 1908

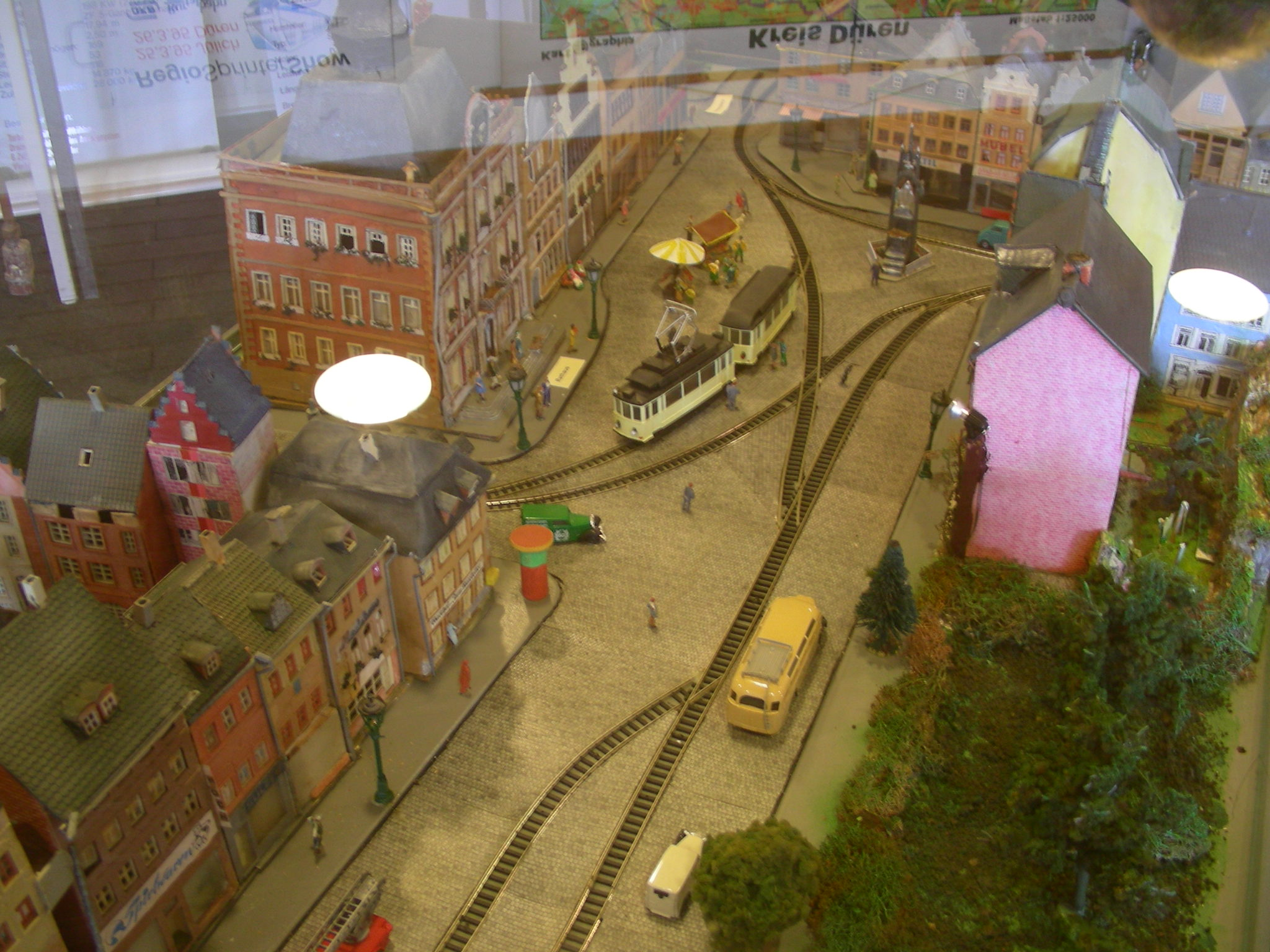
Dürener Marktplatz (Modell des Zustands vor 1944 von Karl-Heinz Funk, Exponat des Museums DKB-Zeitreise)

Die Haltestelle Markt bestand aus einem einfachen Gleisdreieck mit Fahrtbeziehungen in Richtung Zehnthofstraße, Kölnstraße und Oberstraße. Zusätzlich mündete die Strecke von der Weierstraße in Richtung Kölnstraße und in Richtung Zehnthofstraße in das Gleisdreieck ein, was dem Markt eine komplizierte Gleisanordnung bescherte. Die Bahnen der verschiedenen Richtungen hielten direkt im Gleisdreieck, so dass die Umsteigewege vergleichsweise kurz waren. Auf den Streckengleisen in der Kölnstraße und der Oberstraße bestanden zusätzliche Ausweichen.
Die Strecke nach Kreuzau folgte der Oberstraße, ab dem Friedrichplatz der Nideggener Straße, in Richtung Süden. Ab der Haltestelle Schoellershammer im heutigen Dürener Stadtteil Krauthausen führte die Strecke entlang der Kreuzauer Straße. In Niederau wurde die heutige Cyriakusstraße befahren. Die Strecke vom Dürener Bahnhof bis Niederau Ende wurde am 6. Oktober 1908 für den Linienverkehr eröffnet. Zwischen Niederau und Kreuzau lag die Strecke rechts der Landstraße (Kreuzauer Straße bzw. Dürener Straße). Zur Überquerung der Rurtalbahn musste zwischen Friedenau und Kreuzau ein Viadukt errichtet werden. Deshalb erfolgte die Eröffnung der Strecke bis Kreuzau erst am 15. März 1909. Am Streckenende in Kreuzau gab es ein Abstellgleis.
Nach der Zerstörung Dürens am 16. November 1944 wurde die Strecke nicht mehr befahren. Entgegen ersten Planungen wurde die Straßenbahn nach Kreuzau nach dem Zweiten Weltkrieg nicht wieder aufgebaut und stattdessen ab dem 1. Januar 1946 durch eine Omnibuslinie ersetzt.
Als Ersatz für den Streckenabschnitt vom Bahnhof zum Markt versuchte die Dürener Eisenbahn (DEAG) 1950, ihre am Bahnhof endende Strecke in die Innenstadt zum Kaiserplatz zu verlängern. Die geplante Strecke sollte zunächst eingleisig durch die Josef-Schregel-Straße bis kurz vor dem Wirteltorplatz, danach zweigleisig durch die Schenkelstraße bis zur Zehnthofstraße verlaufen. Ab hier sollte in einer eingleisigen Blockumfahrung über Wilhelmstraße, Kaiserplatz und Zehnthofstraße eine große Schleife gefahren werden, um die neue zentrale Haltestelle der DKB am Kaiserplatz zu bedienen. Aufgrund von Unstimmigkeiten zwischen der Stadt Düren, der DKB und der DEAG wurden diese Planungen nicht umgesetzt.

### Distelrath – Markt – Gürzenich
| Kursbuchstrecke: | 247g (Distelrath – Düren Markt 1946) |                                         |                                         |
| Spurweite: | 1435 mm (Normalspur)                 |                                         |                                         |
| Stromsystem: | 600 V =                              |                                         |                                         |
| |                                      |                                         |                                         |
| \| \| \| von Anst. Brückenstraße \| \| \| \| \| Strecke vom Übergabebahnhof \| \| \| \| \| Strecke von Nörvenich und Ringbahn \| \| \| \| 0,0 \| Bahnhof Distelrath \| Bahnhof Distelrath \| \| \| \| \| \| \| \| \| Yorckstraße \| \| \| \| \| Neuer Friedhof Ausweiche \| \| \| \| \| Scharnhorststr. (bis 1924 Br. Büngeler) \| \| \| \| \| Kölnplatz – Neuer Wasserturm \| \| \| \| \| Alter Friedhof \| \| \| \| \| Post \| \| \| \| \| Ausweiche \| \| \| \| \| Markt bis 1952, Strecke vom/zum Bahnhof \| \| \| \| \| Strecke nach Kreuzau \| \| \| \| \| Kaiserplatz Ausweiche, ab 1952 \| \| \| \| \| Strecke durch die Weierstraße bis 1944 \| \| \| \| \| Moltkedenkmal – Philippstraße \| \| \| \| \| Holzstraße – Aachener Straße \| \| \| \| \| Jahnstraße \| \| \| \| \| Ausweiche \| \| \| \| \| Rurtalbahn nach Heimbach \| \| \| \| \| Stadtpark – Rurbrücke \| \| \| \| \| Rölsdorf Monschauer Straße \| \| \| \| \| Rölsdorf Dreieck \| \| \| \| \| \| \| \| \| \| zum Industriebhf. Rölsdorf \| \| \| \| \| Rölsdorf Wagenhalle \| \| \| \| \| Ringbahn nach Lendersdorf \| \| \| \| \| Anst. Hannemann \| \| \| \| \| Ringbahn nach Mariaweiler \| \| \| \| \| Breuers Häuschen \| \| \| \| \| Abzw. Gürzenich-Staatsbhf. \| \| \| \| \| zum Güterbahnhof Gürzenich \| \| \| \| \| Gasthof Fuchs \| \| \| \| \| Gürzenich Kirche \| \| \| \| \| \| \| \| Quellen: Dürener Kreisbahn[27] \| \| \| \| |                                      |                                         |                                         |
| Strecke |                                      | von Anst. Brückenstraße                 | von Anst. Brückenstraße                 |
| Abzweig geradeaus und ehemals von rechts |                                      | Strecke vom Übergabebahnhof             | Strecke vom Übergabebahnhof             |
| Abzweig geradeaus und ehemals von links |                                      | Strecke von Nörvenich und Ringbahn      | Strecke von Nörvenich und Ringbahn      |
| Betriebs-/Güterbahnhof Strecke ab hier außer Betrieb | 0,0                                  | Bahnhof Distelrath                      | Bahnhof Distelrath                      |
| Grenze mit U-Bahn (Strecke außer Betrieb) |                                      |                                         |                                         |
| U-Bahn-Haltepunkt / Haltestelle (Strecke außer Betrieb) |                                      | Yorckstraße                             | Yorckstraße                             |
| U-Bahn-Bahnhof (Strecke außer Betrieb) |                                      | Neuer Friedhof Ausweiche                | Neuer Friedhof Ausweiche                |
| U-Bahn-Haltepunkt / Haltestelle (Strecke außer Betrieb) |                                      | Scharnhorststr. (bis 1924 Br. Büngeler) | Scharnhorststr. (bis 1924 Br. Büngeler) |
| U-Bahn-Haltepunkt / Haltestelle (Strecke außer Betrieb) |                                      | Kölnplatz – Neuer Wasserturm            | Kölnplatz – Neuer Wasserturm            |
| U-Bahn-Haltepunkt / Haltestelle (Strecke außer Betrieb) |                                      | Alter Friedhof                          | Alter Friedhof                          |
| U-Bahn-Haltepunkt / Haltestelle (Strecke außer Betrieb) |                                      | Post                                    | Post                                    |
| U-Bahn-Dienststation / Betriebs- oder Güterbahnhof (Strecke außer Betrieb) |                                      | Ausweiche                               | Ausweiche                               |
| U-Bahn-Abzweig quer und von links (Strecke außer Betrieb) |                                      | Markt bis 1952, Strecke vom/zum Bahnhof | Markt bis 1952, Strecke vom/zum Bahnhof |
| U-Bahn-Strecke (außer Betrieb) · U-Bahn-Abzweig geradeaus und nach links (Strecke außer Betrieb) |                                      | Strecke nach Kreuzau                    | Strecke nach Kreuzau                    |
| U-Bahn-Bahnhof (Strecke außer Betrieb) · U-Bahn-Strecke (außer Betrieb) |                                      | Kaiserplatz Ausweiche, ab 1952          | Kaiserplatz Ausweiche, ab 1952          |
| U-Bahn-Strecke nach links (außer Betrieb) · U-Bahn-Abzweig geradeaus und von rechts (Strecke außer Betrieb) |                                      | Strecke durch die Weierstraße bis 1944  | Strecke durch die Weierstraße bis 1944  |
| U-Bahn-Haltepunkt / Haltestelle (Strecke außer Betrieb) |                                      | Moltkedenkmal – Philippstraße           | Moltkedenkmal – Philippstraße           |
| U-Bahn-Haltepunkt / Haltestelle (Strecke außer Betrieb) |                                      | Holzstraße – Aachener Straße            | Holzstraße – Aachener Straße            |
| U-Bahn-Haltepunkt / Haltestelle (Strecke außer Betrieb) |                                      | Jahnstraße                              | Jahnstraße                              |
| U-Bahn-Dienststation / Betriebs- oder Güterbahnhof (Strecke außer Betrieb) |                                      | Ausweiche                               | Ausweiche                               |
| U-Bahn-Kreuzung mit Eisenbahn (Strecke geradeaus außer Betrieb) |                                      | Rurtalbahn nach Heimbach                | Rurtalbahn nach Heimbach                |
| U-Bahn-Haltepunkt / Haltestelle (Strecke außer Betrieb) |                                      | Stadtpark – Rurbrücke                   | Stadtpark – Rurbrücke                   |
| U-Bahn-Haltepunkt / Haltestelle (Strecke außer Betrieb) |                                      | Rölsdorf Monschauer Straße              | Rölsdorf Monschauer Straße              |
| U-Bahn-Bahnhof (Strecke außer Betrieb) |                                      | Rölsdorf Dreieck                        | Rölsdorf Dreieck                        |
| Strecke von links (außer Betrieb) · U-Bahn-Kreuzung mit Eisenbahn (Strecken außer Betrieb) · Strecke von rechts (außer Betrieb) |                                      |                                         |                                         |
| Abzweig geradeaus und nach rechts (Strecke außer Betrieb) · U-Bahn-Abzweig geradeaus, nach links und von links (Strecke außer Betrieb) · Abzweig mit U-Bahn geradeaus und von rechts (Strecke außer Betrieb) |                                      | zum Industriebhf. Rölsdorf              | zum Industriebhf. Rölsdorf              |
| Strecke (außer Betrieb) · U-Bahn-Strecke (außer Betrieb) · Dienststation / Betriebs- oder Güterbahnhof (Strecke außer Betrieb) |                                      | Rölsdorf Wagenhalle                     | Rölsdorf Wagenhalle                     |
| Strecke (außer Betrieb) · U-Bahn-Strecke (außer Betrieb) · Strecke nach links (außer Betrieb) |                                      | Ringbahn nach Lendersdorf               | Ringbahn nach Lendersdorf               |
| Blockstelle (Strecke außer Betrieb) · U-Bahn-Strecke (außer Betrieb) |                                      | Anst. Hannemann                         | Anst. Hannemann                         |
| Abzweig geradeaus und nach links (Strecke außer Betrieb) · Abzweig geradeaus und von rechts (Strecke außer Betrieb) |                                      | Ringbahn nach Mariaweiler               | Ringbahn nach Mariaweiler               |
| Haltepunkt / Haltestelle (Strecke außer Betrieb) |                                      | Breuers Häuschen                        | Breuers Häuschen                        |
| Blockstelle (Strecke außer Betrieb) |                                      | Abzw. Gürzenich-Staatsbhf.              | Abzw. Gürzenich-Staatsbhf.              |
| U-Bahn-Abzweig mit Eisenbahn nach rechts (Strecke außer Betrieb) |                                      | zum Güterbahnhof Gürzenich              | zum Güterbahnhof Gürzenich              |
| U-Bahn-Haltepunkt / Haltestelle (Strecke außer Betrieb) |                                      | Gasthof Fuchs                           | Gasthof Fuchs                           |
| U-Bahn-Kopfbahnhof Streckenende (Strecke außer Betrieb) |                                      | Gürzenich Kirche                        | Gürzenich Kirche                        |
| |                                      |                                         |                                         |
| Quellen: Dürener Kreisbahn |                                      |                                         |                                         |

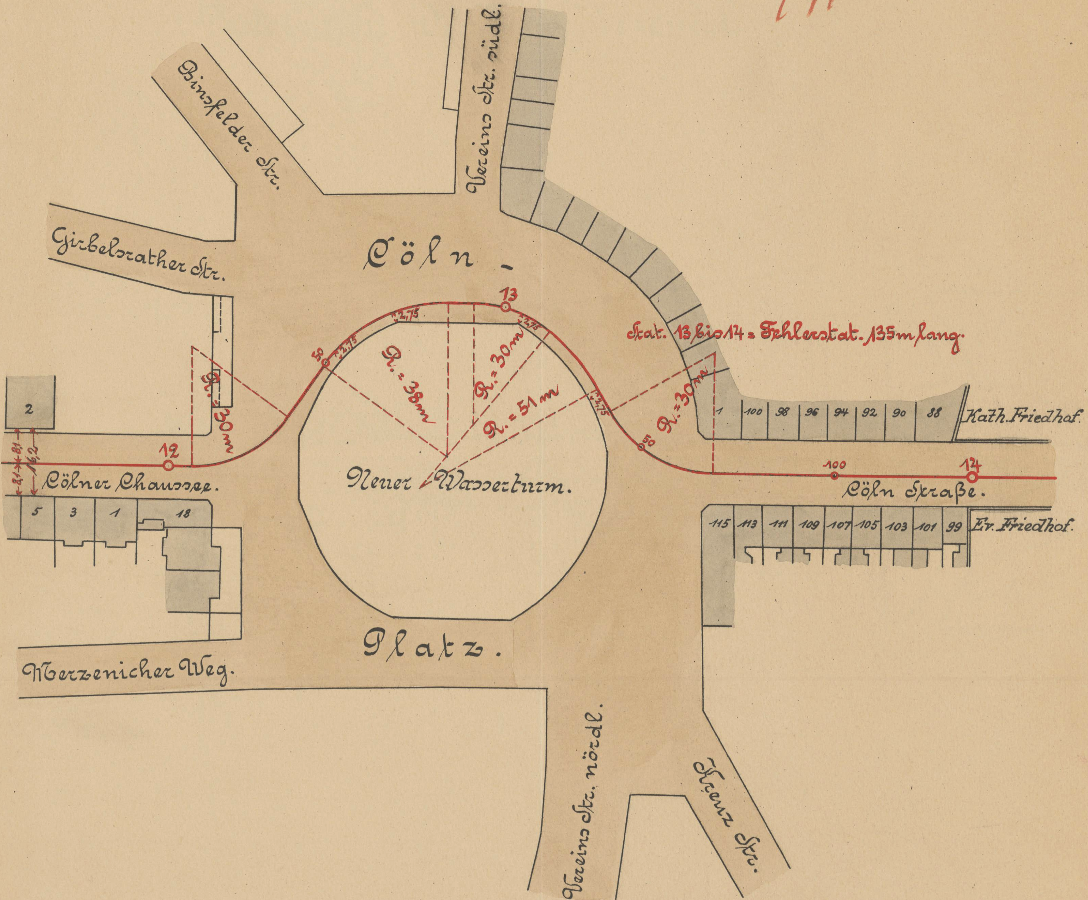
Plan der Streckenführung um den Neuen Wasserturm am Kölnplatz

Die Straßenbahnstrecke Distelrath – Markt – Gürzenich führte grob in ost-westlicher Richtung durch die Dürener Innenstadt. Beginn der Strecke war der Bahnhof Distelrath, der der Übergang auf die Eisenbahnstrecke in Richtung Nörvenich war. Die Straßenbahn bog nach rechts in die Kölner Landstraße ein. Am damaligen Kölnplatz wurde bis 1944 der Wasserturm südlich umrundet, nach dem Krieg führte die Strecke geradeaus durch den Kreisverkehr Friedrich-Ebert-Platz. Die Strecke führte weiter durch die Kölnstraße zum Marktplatz.
Kurz vor der Haltestelle Markt befand sich noch in der Kölnstraße eine Ausweiche. Am Markt konnte in Richtung Bahnhof und in Richtung Oberstraße abgebogen werden. An dieser zentralen Haltestelle trafen sich alle 15 Minuten die Fahrzeuge der verschiedenen Linien. Der weitere Verlauf durch die östliche Weierstraße wurde nur bis 1944 befahren, nach dem Zweiten Weltkrieg führte die Strecke über den Kaiserplatz.
Im weiteren Verlauf führte die Strecke durch die westliche Weierstraße an der Pleußmühle vorbei und bog dann nach rechts in die Aachener Straße ein. In Höhe der Haltestelle Jahnstraße (heute Rurstraße) tangiert sie den Annakirmesplatz, hinter der Haltestelle gab es wieder eine Ausweiche. Kurz vor der Johannesbrücke wurde die Rurtalbahn nach Heimbach gequert. Die Strecke führte weiter in der Monschauer Straße nach Rölsdorf.

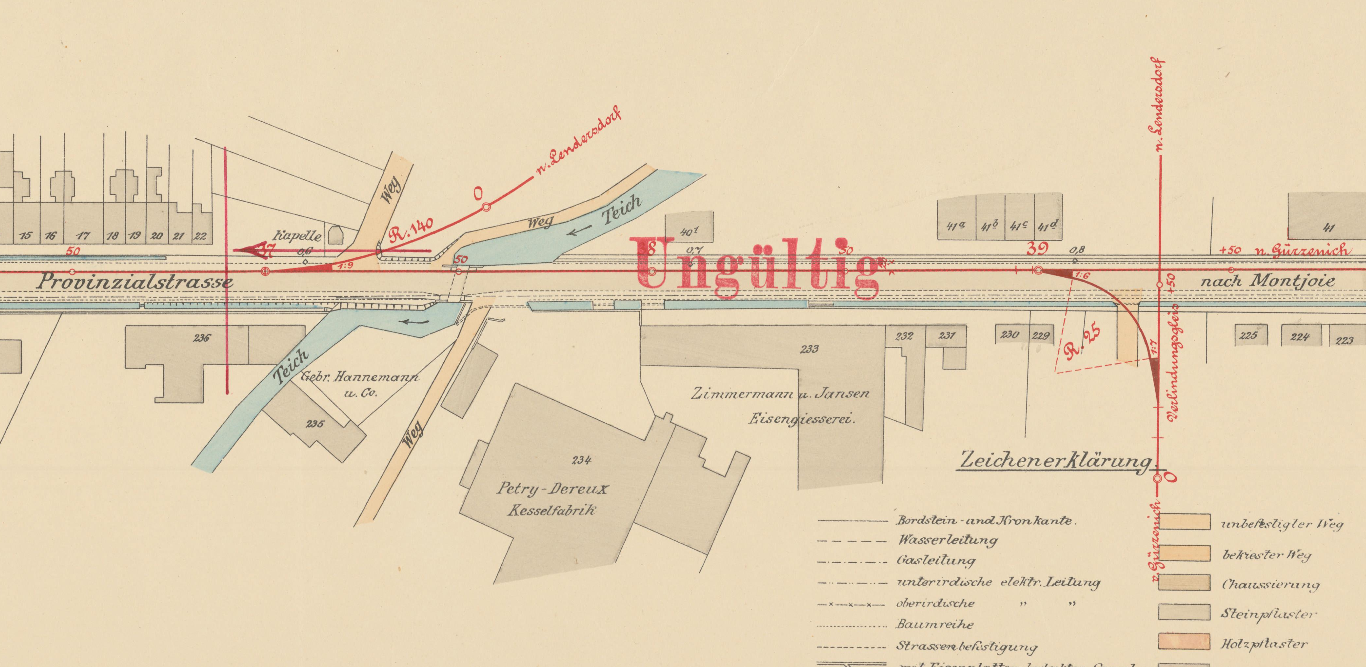
Erster Plan des Gleisdreiecks in Rölsdorf 1906 mit Abzweigung nach Lendersdorf vor dem Mühlenteich

An der Haltestelle Rölsdorf Dreieck verzweigten sich die Straßenbahnstrecken nach Lendersdorf und Gürzenich. Ursprünglich sollte die Strecke nach Lendersdorf bereits in Höhe der Kreuzung mit der heutigen Kapellenstraße abzweigen und dann weiter auf der rechten Seite des Mühlenteichs verlaufen. Eine Brücke für die Bahn über den Lendersdorfer Mühlenteich wäre somit vermieden worden.

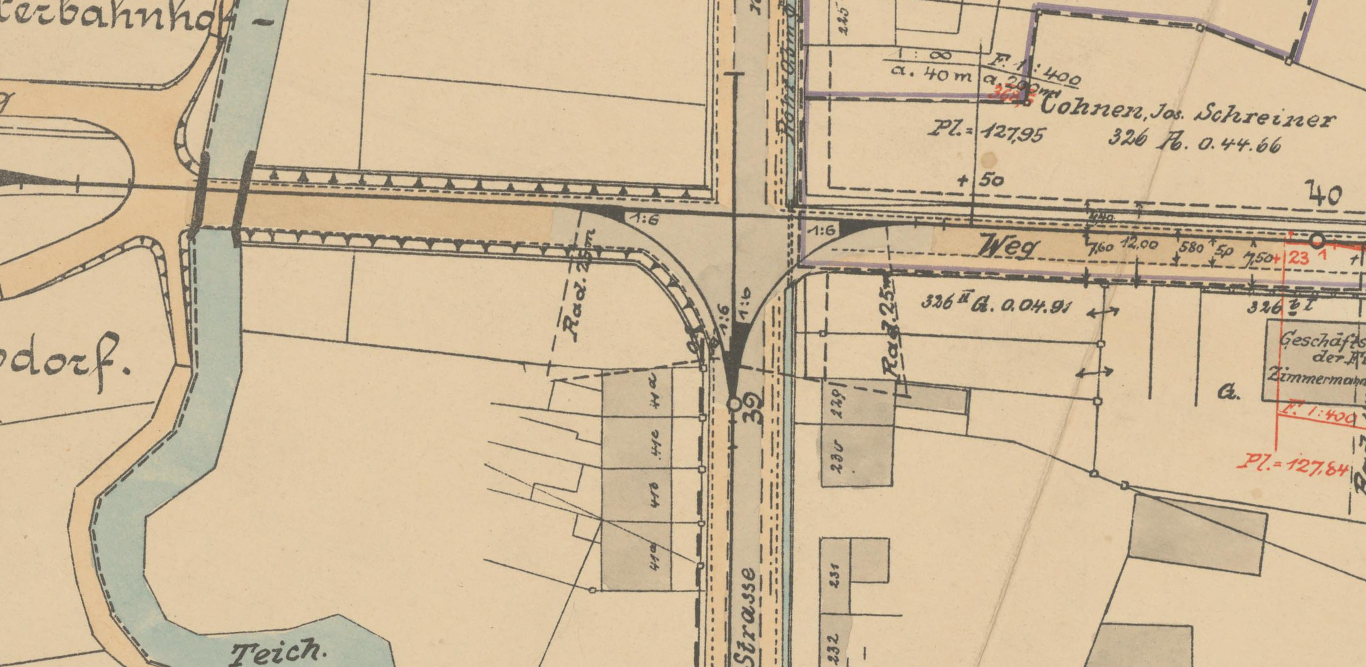
Gleisplan des Gleisdreiecks Rölsdorf 1909

Zur Ausführung kam stattdessen ein vollwertiges Gleisdreieck auf der Kreuzung Monschauer Straße mit der heutigen Bahnstraße. Die Strecke nach Lendersdorf zweigte von der Stadt kommend nach links ab, und nach der Überquerung des Mühlenteichs wurde der Rölsdorfer Güterbahnhof erreicht. Hier befand sich auch ein Depot für die Triebwagen der Straßenbahn. Geradeaus in der Monschauer Straße gab es ein kurzes Stumpfgleis, an dem die in Rölsdorf endenden Wagen der Linie 6 wendeten. Die Gürzenicher Strecke bog nach rechts in die heutige Bahnstraße ein.
Die Gleisanordnung im Gleisdreieck wurde im Zuge des Baus der Ringbahn nochmals geändert. Das ursprüngliche Gleis von Gürzenich in Richtung Lendersdorf wurde der Ringbahn zugeschlagen, und für die Straßenbahn wurde ein eigenes Gleis bis zum Güterbahnhof Rölsdorf neu gebaut. Damit kreuzte die Ringbahn die Gleise der Straßenbahn auf Höhe des Gleisdreiecks.
Die Strecke nach Gürzenich führte zunächst parallel zur Ringbahn an deren Gleis entlang; die Gleise der Straßenbahn und der Ringbahn wurden unabhängig voneinander betrieben. Es gab allerdings einen die Straßenbahngleise kreuzenden Güteranschluss westlich der Strecke.
An Breuer’s Häuschen trennten sich Straßenbahn und Ringbahn wieder, die Straßenbahnstrecke bog nach links in die heutige Valencienner Straße ein. Da der dieser Streckenabschnitt der Straßenbahn bis zum Abzweig zum Staatsbahnhof Gürzenich von Güterzügen mitbenutzt wurde, gab es eine Gleisverbindung zwischen Straßen- und Ringbahn kurz vor der Trennung am Breuers Häuschen.

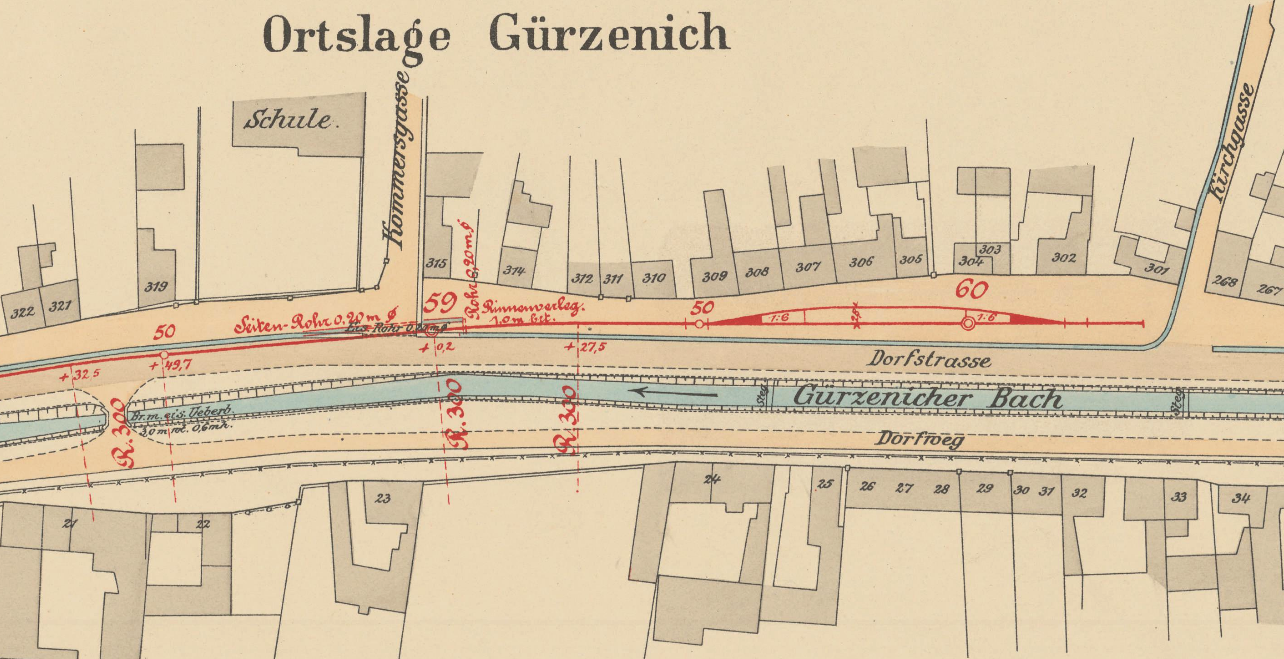
Endstation Gürzenich Kirche

Am Gasthof Fuchs bog die Strecke nach links in die heutige Schillingsstraße ein. Die Endstation lag in Höhe der Gürzenicher Kirche. Dort gab es ein Nebengleis zum Umsetzen von Beiwagen.

### Distelrath – Embken
Die Eisenbahnstrecke Distelrath – Merzenich – Nörvenich – Zülpich – Embken war die Stammstrecke der Dürener Kreisbahn. Sie wurde ab 1909 von der Straßenbahn von Distelrath bis Merzenich mitbenutzt und war in diesem Abschnitt wie das Stadtnetz mit 600 Volt Gleichspannung elektrifiziert. Die restliche Strecke wurde im Personen- und Güterverkehr zunächst mit Dampfzügen betrieben.
1928 wurde der elektrische Verkehr bis Nörvenich ausgedehnt. Ab 1938 wurden im Personenverkehr die Dampfzüge durch Dieseltriebwagen abgelöst.
Obwohl in den 1950er Jahren der elektrische Betrieb schrittweise von Nörvenich bis nach Bessenich ausgedehnt wurde, endete der Personenverkehr auf der Neffeltalstrecke zwischen Nörvenich und Zülpich-Stadt bereits wieder 1960, nachdem schon 1957 der Personenverkehr zwischen Zülpich-Stadt und Embken eingestellt worden war. 1962 endete der Güter- und damit der Gesamtverkehr auf der Neffeltalstrecke.
Der Personenverkehr nach Nörvenich wurde 1963 zusammen mit der letzten Dürener Straßenbahnstrecke zum Kaiserplatz aufgegeben, der Güterverkehr endete 1968. Anschließend wurde die Strecke abgebaut.

### Distelrath – Schneidhausen
Die Eisenbahnstrecke Distelrath – Birkesdorf – Rölsdorf – Lendersdorf (– Schneidhausen) führte von Distelrath in einem Bogen über Birkesdorf nördlich um die Stadt Düren herum und wurde daher als Ringbahn, Umgehungsbahn oder Güterring bezeichnet.
Die Strecke diente vornehmlich dem Güterverkehr zu den Industriebetrieben im Norden der Stadt Düren sowie in Mariaweiler, Rölsdorf, Lendersdorf und Schneidhausen. Auf dem Streckenabschnitt zwischen Distelrath und Mariaweiler wurde zeitweise Personenverkehr mit Dieseltriebwagen durchgeführt.
Der Streckenabschnitt Rölsdorf – Lendersdorf Ort wurde bereits am 6. Oktober 1908 eröffnet und bis 1954 von der Straßenbahn der DKB mitbenutzt. Er war daher wie das übrige Stadtnetz mit 600 V Gleichspannung elektrifiziert.
Der Streckenabschnitt Lendersdorf – Schneidhausen wurde nach dem Zweiten Weltkrieg nicht wieder in Betrieb genommen. Der Gesamtverkehr wurde 1970 eingestellt, nachdem mit den an der Bahn angeschlossenen Industriebetrieben eine Entschädigung zur Umstellung auf LKW vereinbart worden war.

### Düren – Distelrath
Die Eisenbahnstrecke Düren – Distelrath war die Verbindungsstrecke der Dürener Kreisbahn mit der Reichs- bzw. später der Bundesbahn. Sie wurde 1908 in Betrieb genommen und diente ausschließlich dem Güterverkehr.
Nachdem die DKB den eigenen Schienenverkehr aufgegeben hatte, wurde die Strecke 1969/70 in ein Industriestammgleis umgewandelt und ab 1972 von der DB bedient. Im Zuge der neuen Anbindung des Betriebsbahnhofs Distelrath der Rurtalbahn GmbH über die Bördebahn wurde die Strecke stillgelegt.

### Jülich Nord – Puffendorf
Die Eisenbahnstrecke Jülich Nord – Puffendorf war ursprünglich die Stammstrecke der Jülicher Kreisbahn. Die Betriebsführung der Strecke wurde am 1. Januar 1984 von der DKB übernommen. Die Strecke diente zu diesem Zeitpunkt ausschließlich dem Güterverkehr.
Nachdem der Güterverkehr im Lauf der Jahre immer weiter abgenommen hatte und sich zuletzt auf den Abschnitt bis Kirchberg Nord beschränkte, wurde die Strecke ab 1999 nicht mehr befahren. Mit der Ausgründung der Rurtalbahn GmbH ging die Betriebsführung an diese Gesellschaft über; die DKB war aber weiterhin Eigentümer der Strecke. Die Stilllegung erfolgte schließlich 2007, nachdem an den Endpunkten Jülich Nord und Puffendorf bereits die Gleise entfernt worden waren.

## Liniennetz
Die DKB betrieb Buslinien vor allem in der Stadt und im Kreis Düren. Auf sämtlichen Linien galt der AVV-Tarif, die erste Ziffer der dreistelligen Liniennummer kennzeichnete seit dem 28. Mai 2000 das Verkehrsgebiet Düren; vorher waren die Liniennummern der DKB ein- oder zweistellig. Einige Buslinien verkehrten über die Kreisgrenze hinaus in benachbarte Landkreise, z. B. die Linien 208, 212, 215, 217, 218, 228 und 276. Da diese Linien in das Verbundgebiet des Verkehrsverbunds Rhein-Sieg (VRS) hineinreichen, wurde hier ein sogenannter Kragentarif AVV/VRS angewendet.
Die nachfolgende Tabelle zeigt das DKB-Liniennetz 2019. Einige Fahrten wurden von Subunternehmern im Auftrag der DKB durchgeführt.
| Linie     | Verlauf |
| --------- | --- |
| 201       | Kreuzau – Stockheim – Bergheim – Langenbroich – Bogheim – Untermaubach – Obermaubach – Bilstein                       |
| 202       | Düren – Rölsdorf – Lendersdorf – Kufferath / – Niederau                                                               |
| 203       | Kaiserplatz – Städtisches Krankenhaus – Grüngürtel                                                                    |
| 204       | Kaiserplatz – Zülpicher Platz – Henry-Ford-Straße / Weyerfeld                                                         |
| 205       | Kaiserplatz – Bahnhof/ZOB – Birkesdorf Krankenhaus / Glashüttenstraße                                                 |
| 206       | Düren – Birkesdorf – Mariaweiler / – Hoven                                                                            |
| 207       | Düren – Merzenich |
| 208       | Düren – Nörvenich – Zülpich                                                                                           |
| 209       | Düren – Birkesdorf – Arnoldsweiler – Merzenich S-Bf. / – Morschenich                                                  |
| 210       | Kreuzau – Boich – Nideggen – Schmidt                                                                                  |
| 211       | Düren – Kreuzau – Drove – Thum – Berg                                                                                 |
| 212       | Nörvenich – Wissersheim – Pingsheim – Lechenich                                                                       |
| 213       | Düren – Gürzenich – Birgel / – Derichsweiler / – Gürzenich Wald                                                       |
| 214       | Kaiserplatz – Odenthalstraße – Zülpicher Platz                                                                        |
| 215       | Nörvenich – Golzheim – Buir                                                                                           |
| 216       | Düren – Birkesdorf – Hoven – Merken (– Schophoven) – Inden / Altdorf – Lamersdorf – Lucherberg                        |
| 217       | Girbelsrath – Golzheim / Morschenich-Neu – Merzenich                                                                  |
| 218       | Zülpich – Geich – Füssenich – Embken                                                                                  |
| 221       | Düren – Kreuzau – Nideggen                                                                                            |
| 222       | Düren – Lendersdorf – Kufferath                                                                                       |
| 224       | Kaiserplatz – Gneisenaustraße                                                                                         |
| 225       | Kaiserplatz – Stadtwerke – Realkauf                                                                                   |
| 228       | Sievernich – Müddersheim – Lechenich                                                                                  |
| 234       | (Ellen – Niederzier – Hambach) / Huchem-Stammeln – Krauthausen – Merken – Inden                                       |
| 235       | Niederzier – Ellen – Merzenich S-Bf. – Girbelsrath                                                                    |
| 239       | Birgel – Derichsweiler – Echtz – Mariaweiler                                                                          |
| 276       | Düren – Golzheim – Buir / Blatzheim (– Kerpen)                                                                        |
| 278       | Linnich – Ederen – Aldenhoven                                                                                         |
| 281       | Jülich – Koslar – Ederen – Freialdenhoven                                                                             |
| A         | Kaiserplatz – Rütger-von-Scheven-Straße – Odenthalstraße – Gneisenaustraße – Bismarckstraße – Kaiserplatz (Stadtring) |
| B         | Kaiserplatz – Clodwigplatz – Gneisenaustraße – Grüngürtel – Kaiserplatz (Stadtring)                                   |
| City-Bus  | Annakirmesplatz – Kaiserplatz                                                                                         |
| Disco-Bus | Jülich – Himmerich (nur in der Nacht von Freitag auf Samstag)                                                         |
| Mäxchen   | Heimbach – Mariawald/Schmidt Wildpark – Schwammenauel (nur samstags sowie sonn- und feiertags von Mai bis Oktober)    |